# Mons-en-Chaussee Communal Cemetery
Mons-en-Chaussee Communal Cemetery is een begraafplaats gelegen in de Franse plaats Estrées-Mons (Somme). De militaire graven worden onderhouden door de Commonwealth War Graves Commission.
De begraafplaats telt 7 geïdentificeerde Gemenebest graven uit de Eerste Wereldoorlog.